# Bregman + Hamann Architects
Bregman + Hamann Architects ist ein kanadisches Architekturbüro. Es wurde 1953 gegründet und gehört mit 180 Mitarbeitern zu den führenden Unternehmen des Landes in den Bereichen Architektur und Innenarchitektur. Der Hauptsitz befindet sich in Toronto, daneben gibt es Niederlassungen in Vancouver, Shanghai und Sharjah. Das Unternehmen hat zahlreiche stadtbildprägende Bauten entworfen und arbeitete bei verschiedenen Projekten eng mit renommierten Architekten zusammen (von Gesetzes wegen müssen ausländische Architekten, die nicht in Kanada lizenziert sind, eine Partnerschaft mit einem kanadischen Unternehmen eingehen).

## Auswahl verwirklichter Projekte
- Skylon Tower, Niagara Falls
- First Canadian Place, Toronto
- Eaton Centre, Toronto (mit Eberhard Zeidler)
- Erweiterung Royal Ontario Museum, Toronto (mit Daniel Libeskind)
- Toronto-Dominion Centre, Toronto (mit Ludwig Mies van der Rohe)
- Brookfield Place, Toronto (mit Santiago Calatrava)
- Flughafen Hangzhou-Xiaoshan
- Flughafen Changsha-Huanghua
- Flughafen Haikou-Meilan
- CAAC Pudong Tower, Shanghai
- Shanghai International Tower, Shanghai
- Flughafen Toronto (Terminal 3)
- Shanghai Wheelock Square